# Gransjön (Lilla Malma socken, Södermanland)
Gransjön är en sjö i Flens kommun i Södermanland och ingår i Nyköpingsåns huvudavrinningsområde.